# Reb Russell
Lafayette H. "Reb" Russell (31 de maio de 1905 – 16 de março de 1978) foi um ator estadunidense especializado em filmes Western B e também um jogador de futebol americano do National Football League, que jogava pelo New York Giants e Philadelphia Eagles.

## Biografia
Lafayette nasceu em Osawatomie, no Kansas, filho de Charles Franklin e Hattie Mae (Hummel) Russell, e posteriormente sua família se mudou para Coffeyville, onde cresceu. Tornou-se jogador de futebol na Universidade de Nebraska e na Northwestern University. Durante algum tempo foi ator, atuando em diversos filmes do gênero Western, pela Fox Pictures.
Reb foi procurado para fazer um trabalho no cinema, por Sol Lesser, e atuou em "Fighting to Live", em 1934. Assinou um contrato com o produtor independente Willis Kent para estrelar uma série de westerns de baixo orçamento. Fez em total de nove westerns entre 1934 e 1935, entre eles “The Man from Hell” (1934), “Lightning Triggers” (1935) e “Blazing Guns” (1935). Apesar da boa aparência, porte atlético e habilidades, não conseguiu fazer grande carreira em Hollywood, nem adquirir muitos fãs, mediante a pouca distribuição de seus filmes. Seu cavalo nos filmes de Western era denominado Rebel, mesmo nome do cavalo de Johnny Mack Brown.
Em 1935, Reb e Kent se separaram, e deixou Hollywood, excursionando com vários circos itinerantes durante o resto da década de 1930. Na década de 1940 ele retornou a Coffeyville, casou e constituiu família; comprou várias fazendas, tornando-se um especialista em pecuária.
Reb morreu em Coffeyville, de um ataque cardíaco, em 1978.

## Filmografia
| Filme                            | Ano  | Título em português   |
| -------------------------------- | ---- | --------------------- |
| The Cheyenne Tornado             | 1935 |                       |
| Border Vengeance (Muley Kid)     | 1935 | Vingança na Fronteira |
| Outlaw Rule                      | 1935 |                       |
| Arizona Bad Man                  | 1935 |                       |
| Blazing Guns                     | 1935 |                       |
| Lightning Triggers               | 1935 | Rápido no Gatilho     |
| Range Warfare                    | 1934 |                       |
| Fighting Through                 | 1934 |                       |
| The Man from Hell                | 1934 | Audácia de Bandido    |
| Fighting to Live                 | 1934 |                       |
| The Lost Special (não-creditado) | 1932 |                       |

## Reb Russell no Brasil
Apenas 3 de seus filmes foram exibidos no Brasil: "The Man from Hell" (Audácia de Bandido), distribuído pela United Artists, "Border Vengeance" (Vingança na Fronteira) e "Lighting Triggers" (Rápido no Gatilho), distribuídos pela Radial Filmes.